# Holtermannia coralloides
Holtermannia coralloides är en svampart som beskrevs av Kobayasi 1937. Holtermannia coralloides ingår i släktet Holtermannia och familjen Tremellaceae.   Inga underarter finns listade i Catalogue of Life.